# Brdo križeva
Brdo križeva (litv Kryžių kalnas) je hodočasničko mjesto sjeverno od grada Šiauliaija u Litvi. Na brdu se nalaze tisuće križeva. Točan broj križeva je nepoznat, no procjenjuje se od 55.000 (1990. godine) i 100.000 (2006. godine).

## Povijest
| Broj križeva | Broj križeva  |
| ------------ | ------------- |
| 1900.        | 130           |
| 1902.        | 155           |
| 1922.        | 50            |
| 1938.        | Preko 400     |
| 1961.        | 5 000         |
| 1975.        | 1 200         |
| 1990.        | Oko 55 000    |
| 2006.        | Preko 100 000 |

Prema arheološkim nalazima, na tom mjestu bio je u 14. stoljeću dvorac livonskih vitezova. Prvi križevi podignuti su u prvoj polovici 19. stoljeća u spomen na žrtve poljskog ustanka u studenom 1831. godine, koji su tamo pokopani. Tamo su pokopane i žrtve drugog poljskog ustanka, u siječnju 1863. godine. Početkom 20. stoljeća tamo je bilo oko 100 križeva. 
Zbog domaćih i stranih hodočasnika broj križeva je kontinuirano rastao. U vrijeme kad je Litva bila dio Sovjetskog Saveza, komunistički režim pokušao je više puta uništiti Brdo križeva, jer im je ono bilo nepoćudno zbog vjerskih i nacionalnih simbola. Prvi put su nekoliko križeva uništili buldožeri, 1961. godine, ali su ih mještani ponovno podigli. Uslijedilo je još nekoliko pokušaja rušenja. Nakon 1985. godine, vlasti su definitivno odustale od rušenja Brda križeva.
Papa Ivan Pavao II. posjetio je Brdo križeva 1993. godine. Tamo je služio sv. misu, na kojoj je bilo oko 100 000 vjernika. Danas je Brdo križeva hodočasničko mjesto brojnih turista i hodočasnika iz cijelog svijeta, koji pridonose postavljanju novih križeva i povećanju njihova broja. Većina križeva su od drva, neki su od metala, plastike i kamena. Na brdu je trenutno oko 100 000 križeva ne računajući male križiće. Za Litvance, Brdo križeva predstavlja i spomen-mjesto otpora komunističkom režimu.
Nalazi se na UNESCO-ovom popisu nematerijalne svjetske baštine u Europi.